# Associaçao Juventude de Viana
L'Associaçao Juventude de Viana è un club portoghese di hockey su pista fondato nel 1976 ed avente sede a Viana do Castelo.
La squadra disputa le proprie gare interne presso il Pavilhão Municipal José Natário, a Viana do Castelo.

## Cronistoria
| Cronistoria dell'Associação Juventude de Viana |
| --- |
| - 1976 · Fondazione dell'Associação Juventude de Viana. - 1977 · 2ª Divisão. - 1978 · 2ª Divisão. - 1979 · 2ª Divisão. Promossa in 1ª Divisão. Eliminata in Coppa del Portogallo. - 1980 · 7º nel Regional do Norte in 1ª Divisão. Eliminata in Coppa del Portogallo. - 1981 · 3º nel Regional do Norte, 8º nella fase finale in 1ª Divisão. Eliminata ai quarti di finale di Coppa del Portogallo. - 1982 · 4º in 1ª Divisão. - 1983 · 8º in 1ª Divisão. Eliminata in semifinale di Coppa CERS. - 1983-1984 · 3º in 1ª Divisão. Eliminata in semifinale di Coppa del Portogallo. - 1984-1985 · 7º in 1ª Divisão. Eliminata in Coppa del Portogallo. Eliminata in semifinale di Coppa CERS. - 1985-1986 · 7º in 1ª Divisão, eliminata ai quarti di finale dei play-off. - 1986-1987 · 5º in 1ª Divisão, eliminata ai quarti di finale dei play-off. Eliminata ai quarti di finale di Coppa del Portogallo. - 1987-1988 · 7º in 1ª Divisão. Eliminata in Coppa del Portogallo. - 1988-1989 · 12º in 1ª Divisão. Retrocessa in 2ª Divisão. Eliminata agli ottavi di finale di Coppa del Portogallo. - 1989-1990 · 2ª Divisão. Promossa in 1ª Divisão. Eliminata agli ottavi di finale di Coppa del Portogallo. - 1990-1991 · 7º in 1ª Divisão. Eliminata in Coppa del Portogallo. - 1991-1992 · 13º in 1ª Divisão. Retrocessa in 2ª Divisão. Eliminata ai quarti di finale di Coppa CERS. - 1992-1993 · 2ª Divisão. - 1993-1994 · 2ª Divisão. - 1994-1995 · 2ª Divisão. - 1995-1996 · 2ª Divisão. - 1996-1997 · 2ª Divisão. Retrocessa in 3ª Divisão. - 1997-1998 · 3ª Divisão. - 1998-1999 · 3ª Divisão. Promossa in 2ª Divisão. - 1999-2000 · 2ª Divisão. - 2000-2001 · 2ª Divisão. Eliminata in Coppa del Portogallo. - 2001-2002 · 2ª Divisão. Eliminata ai quarti di finale di Coppa del Portogallo. - 2002-2003 · 2ª Divisão. Promossa in 1ª Divisão. Eliminata in Coppa del Portogallo. - 2003-2004 · 6º nella prima fase, 6º nella poule titolo in 1ª Divisão. Eliminata agli ottavi di finale di Coppa del Portogallo. - 2004-2005 · 4º nella prima fase, 5º nella poule titolo in 1ª Divisão. Eliminata in semifinale di Coppa del Portogallo. - 2005-2006 · 4º nella prima fase, 4º nella poule titolo in 1ª Divisão. Finalista in Coppa del Portogallo. - 2006-2007 · 5º in 1ª Divisão, eliminata ai quarti di finale dei play-off. Eliminata ai quarti di finale di Coppa del Portogallo. Finalista in Supercoppa del Portogallo. Eliminata agli ottavi di finale di Champions League. - 2007-2008 · 4º in 1ª Divisão, eliminata in semifinale dei play-off. Eliminata agli ottavi di finale di Coppa del Portogallo. - 2008-2009 · 3º in 1ª Divisão, eliminata in semifinale dei play-off. Eliminata agli ottavi di finale di Coppa del Portogallo. - 2009-2010 · 2º in 1ª Divisão. Eliminata agli ottavi di finale di Coppa del Portogallo. Eliminata al primo turno di Coppa CERS. - 2010-2011 · 14º in 1ª Divisão. Retrocessa in 2ª Divisão; successivamente ripescata in 1ª Divisão. Eliminata ai quarti di finale di Coppa del Portogallo. - 2011-2012 · 13º in 1ª Divisão. Retrocessa in 2ª Divisão. Eliminata ai sedicesimi di finale di Coppa del Portogallo. - 2012-2013 · 2ª Divisão. Promossa in 1ª Divisão. Eliminata in Coppa del Portogallo. - 2013-2014 · 4º in 1ª Divisão. Eliminata ai sedicesimi di finale di Coppa del Portogallo. - 2014-2015 · 7º in 1ª Divisão. Eliminata in Coppa del Portogallo. Eliminata alla fase a gironi di Eurolega. - 2015-2016 · 7º in 1ª Divisão. Eliminata ai sedicesimi di finale di Coppa del Portogallo. Eliminato agli ottavi di finale di Coppa CERS. - 2016-2017 · 6º in 1ª Divisão. Eliminata agli ottavi di finale di Coppa del Portogallo. Eliminata ai quarti di finale di Elite Cup. Eliminato agli ottavi di finale di Coppa CERS. - 2017-2018 · 7º in 1ª Divisão. Eliminata ai sedicesimi di finale di Coppa del Portogallo. Eliminata ai quarti di finale di Elite Cup. Eliminato ai quarti di finale di Coppa CERS. - 2018-2019 · 8º in 1ª Divisão. Eliminata ai quarti di finale di Coppa del Portogallo. Eliminata ai quarti di finale di Elite Cup. Eliminato agli ottavi di finale di Coppa WSE. - 2019-2020 · 11º in 1ª Divisão. Eliminata in Coppa del Portogallo. Eliminata in semifinale di Elite Cup. Eliminato agli ottavi di finale di Coppa WSE. Stagione interrotta a causa della pandemia di COVID-19. - 2020-2021 · 8º in 1ª Divisão, eliminata ai quarti di finale dei play-off. Qualificato ai sedicesimi di finale di Coppa del Portogallo. - 2021-2022 · 9º in 1ª Divisão. Eliminata ai quarti di finale di Coppa del Portogallo. Eliminata in semifinale di Elite Cup. Eliminata ai quarti di finale di Coppa WSE. |

## Palmarès

### Altri piazzamenti
- Campionato portoghese

2º posto: 2009-2010
3º posto: 1983-1984, 2008-2009
- Coppa del Portogallo

Finale: 2005-2006
Semifinale: 1983-1984, 2004-2005
- Elite Cup

Semifinale: 2019, 2021
- Coppa CERS/WSE

Semifinale: 1982-1983, 1984-1985

## Statistiche

### Partecipazioni ai campionati
| Livello | Categoria  | Partecipazioni | Debutto   | Ultima stagione |
| ------- | ---------- | -------------- | --------- | --------------- |
| 1º      | 1ª Divisão | 30             | 1980      | 2021-2022       |
| 2º      | 2ª Divisão | 14             | 1977      | 2012-2013       |
| 3º      | 3ª Divisão | 2              | 1997-1998 | 1998-1999       |

### Partecipazioni alla coppe nazionali
| Competizione              | Partecipazioni | Debutto   | Ultima stagione |
| ------------------------- | -------------- | --------- | --------------- |
| Coppa del Portogallo      | 32             | 1978-1979 | 2021-2022       |
| Supercoppa del Portogallo | 1              | 2006      | 2006            |
| Elite Cup                 | 4              | 2016      | 2019            |

### Partecipazioni alla coppe internazionali
| Competizione                | Partecipazioni | Debutto   | Ultima stagione |
| --------------------------- | -------------- | --------- | --------------- |
| Coppa dei Campioni/Eurolega | 2              | 2006-2007 | 2014-2015       |
| Coppa CERS/WSE              | 9              | 1982-1983 | 2019-2020       |